# Marc Rebés
Marc Rebés Ruiz (Santa Coloma, 3 de julho de 1994) é um futebolista andorrano que atua como zagueiro ou volante. Atualmente defende o UE Santa Coloma.

## Carreira
Rebés atuou de 2013 até 2020 pelo FC Santa Coloma, sendo peça importante e hexacampeão andorrano, tricampeão da Supercopa de Andorra e venceu também a Copa Constitució de 2018. No ano de 2021 mudou-se para o futebol francês, jogar na National 3 mas não teve muitas oportunidades.
Na temporada seguinte, voltou para Andorra e fechou com o maior rival do seu ex-clube, o UE Santa Coloma.

## Seleção nacional
A estreia de Rebés pela Seleção Andorrana foi num amistoso contra a Guiné Equatorial, em junho de 2015. Seu primeiro gol pelos Tricolores foi histórico para Andorra, que derrotou a tradicional Hungria por 1 a 0, vencendo pela primeira vez um jogo oficial após 13 anos (foram 66 partidas sem vitórias), quando derrotou a Macedônia pelo mesmo placar em 2004.

## Títulos
FC Santa Coloma
- Primeira Divisão de Andorra: 6 (2013–14, 2014–15, 2015–16, 2016–17, 2017–18 e 2018–19)
- Copa Constitució: 1 (2018)
- Supercopa de Andorra: 3 (2015, 2017 e 2019)